# Jacob de Haan
Pour les articles homonymes, voir Haan.
Jacob de Haan, né le 28 mars 1959 à Heerenveen, est un compositeur de musique néerlandais.

## Biographie
Son répertoire comprend surtout des œuvres de musique pour orchestre d'harmonie, des compositions inspirées par la musique de film, mais aussi des arrangements de musique classique. Il compose aussi sous différents pseudonymes : Dizzy Stratford, Ron Sebregts ou Tony Jabovsky.

## Compositions
- Free World Fantasy, 1987
- Oregon, 1989
- Concerto d'Amore, 1995
- Ross Roy, 1997
- Cornfield Rock, 1998
- Yellow Mountains, 1998
- Close finish, 2000
- Beetle blues, 2000
- Ammerland, 2001
- Bridge Between Nations, 2004
- Nerval's Poems, 2007
- Legend of a Mountain (La dent du chat), 2008
- Bliss, 2009
- Lorraine[1], juin 2010
- Ministry of Winds, 2010
- Odilia, 2012
- The Duke of Albany, 2015 (commande de l'Harmonie-Fanfare de Vic-le-Comte (63))
- Town of the Seven Hills, 2016 (commande de l'Orchestre d'Harmonie de Tulle (19))
- Rosa Gallica, 2018 (commande de l'orchestre Dahon 100e Air de Valdahon (25))
- Happy Harmony, 2024 (commande de l'harmonie Le Réveil Social des travailleurs de Sanvignes-les-Mines (71))